# Degerön, Motala kommun
För andra betydelser, se Degerön (olika betydelser).
Degerön är en småort och en tidigare. järnvägsstation i södra delen av Godegårds socken i Motala kommun, Östergötlands län. I Degerön fanns förr Qvarnshammars Jernbruk som tillverkade armeringsstål .
Degerön är beläget mellan Karlsby och Godegård vid den 1873 invigda banan Mjölby - Motala - Hallsberg. Degeröns station och lastageplats betjänade även det närbelägna De Geersfors järnbruk. Söderut finns numera dubbelspår, norrut planeras ett sådant på denna med godståg hårt belastade sträcka.
I närheten av Degerön finns Degerö gård. Såväl gården som samhällena Degerön och De Geersfors är uppkallade efter De Geer.